# エルサレム中央バスステーション
座標: 北緯31度47分20秒 東経35度12分11秒 / 北緯31.789度 東経35.203度

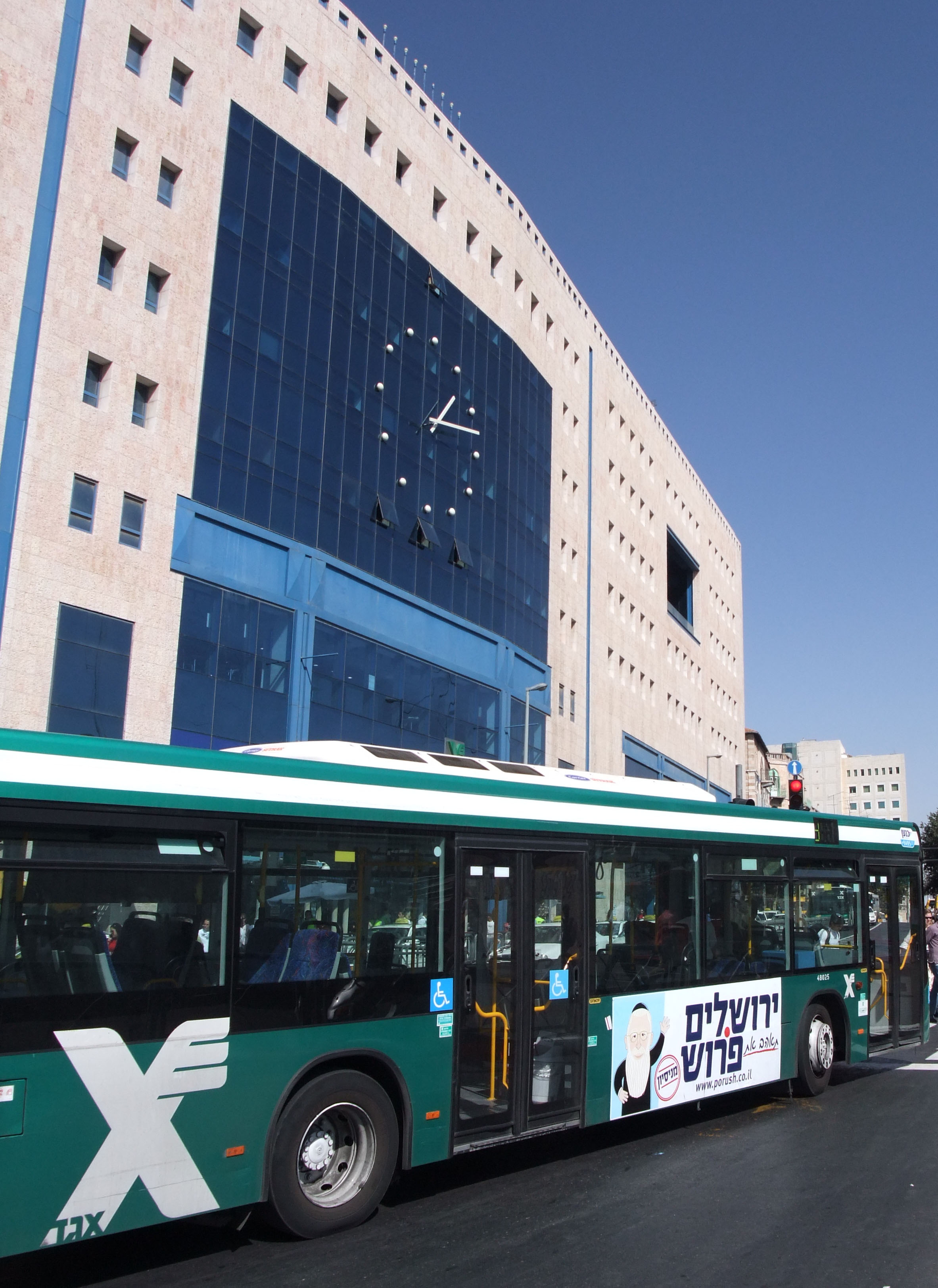

エルサレム中央バスステーションはエルサレムの主要バスステーション。エルサレム和音橋の近くヤッファ通りに都市の西側入り口にある。

## ギャラリー

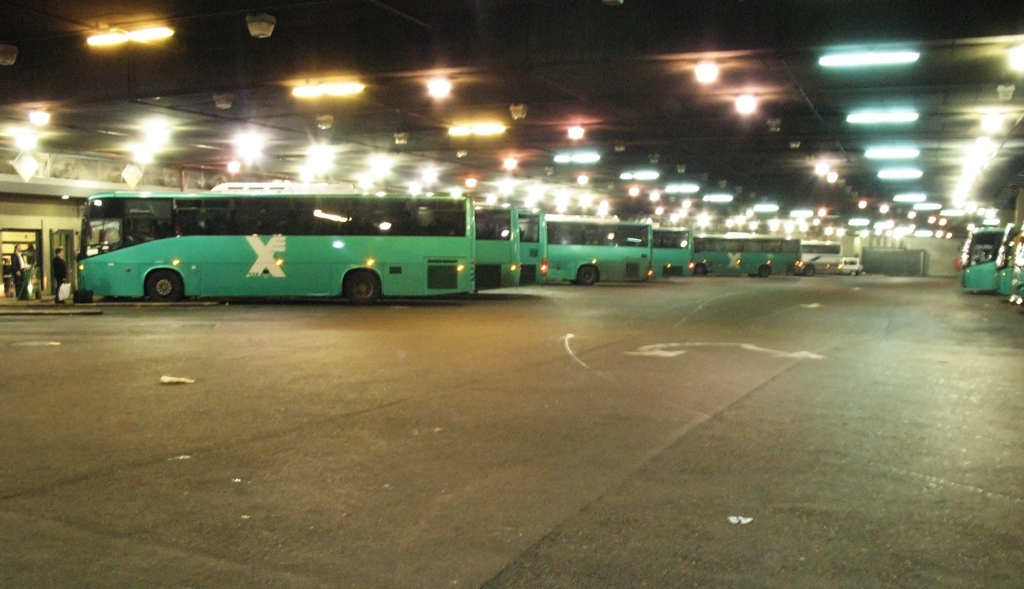
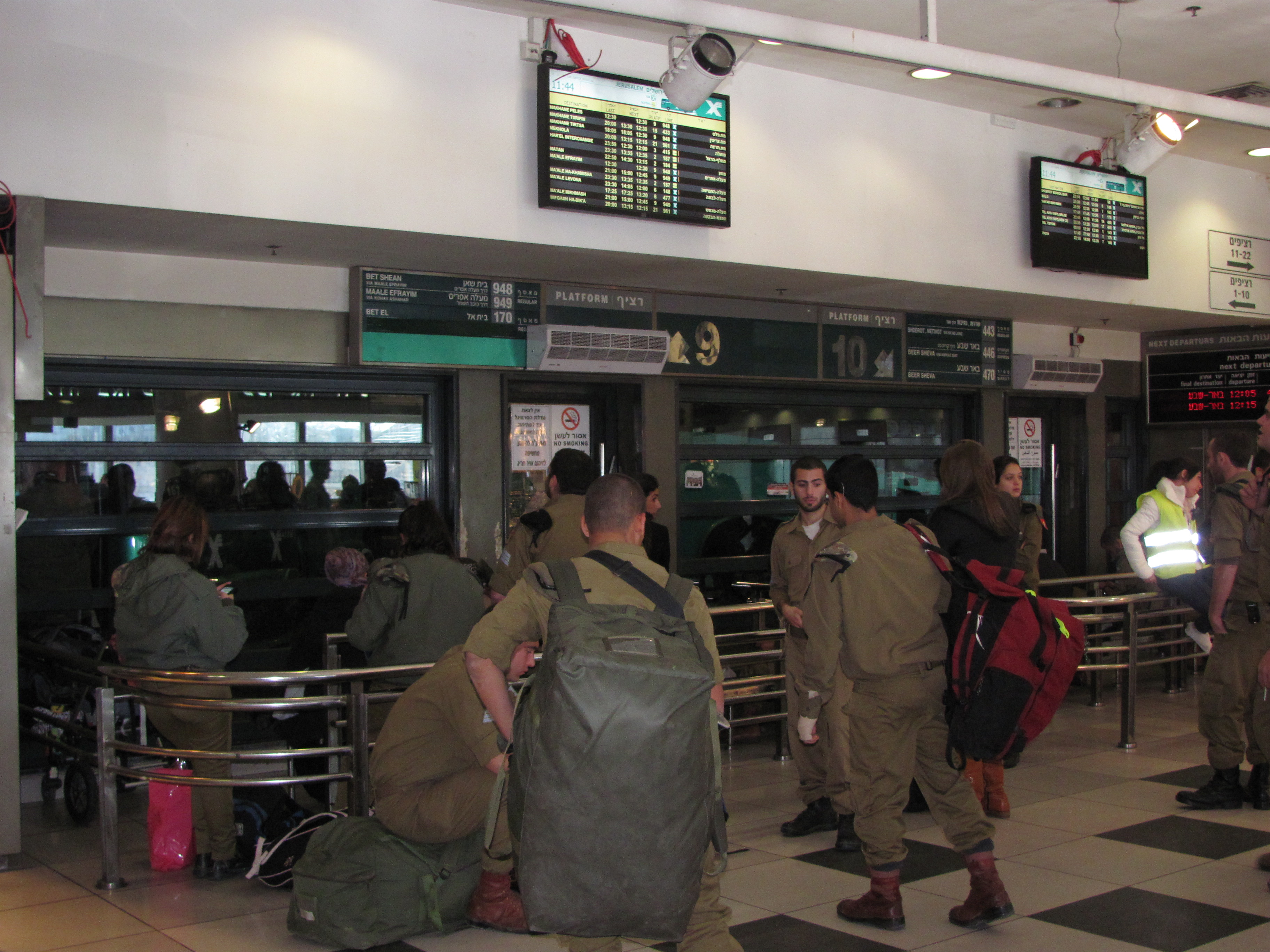
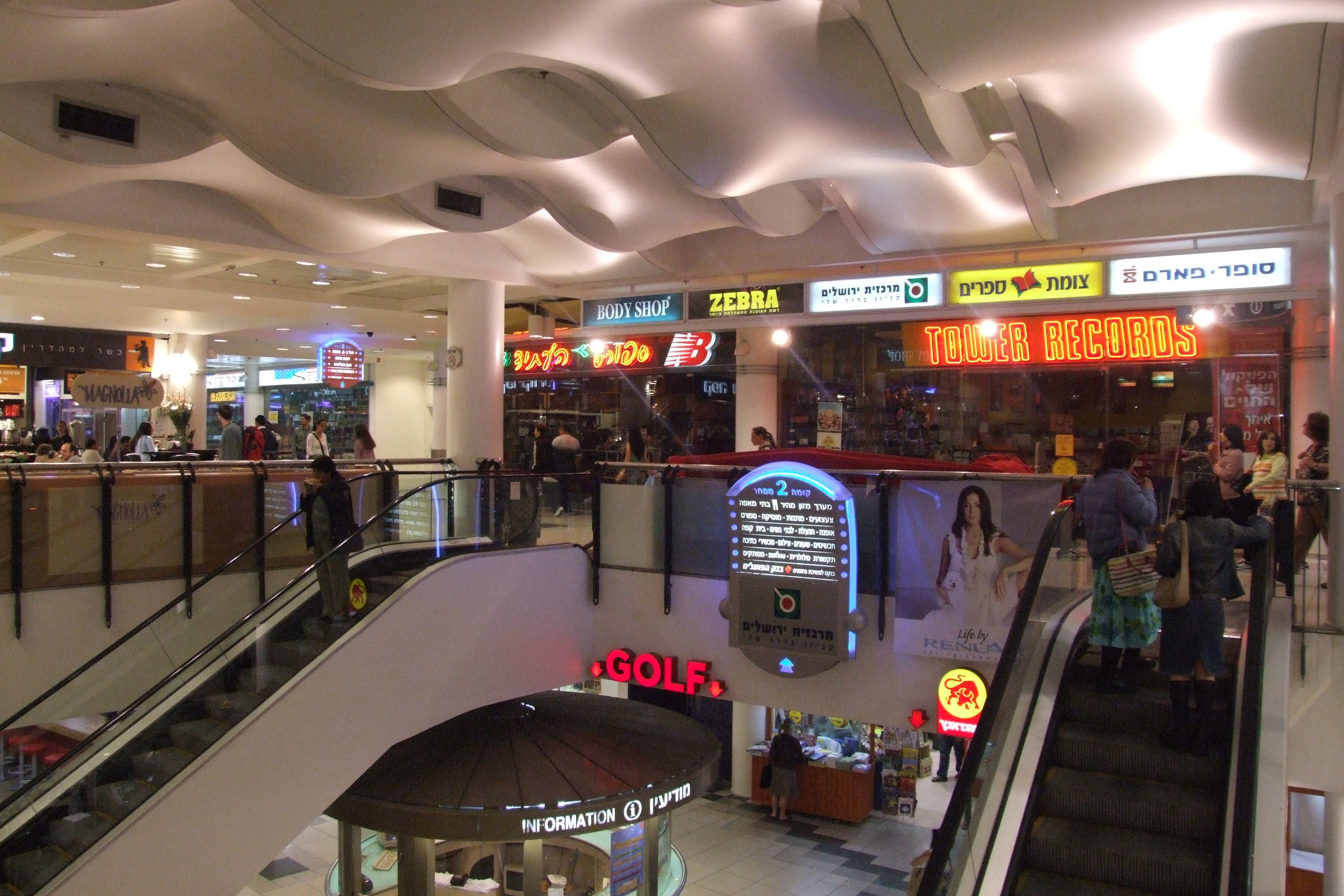